# 町田デザイン&建築専門学校
町田デザイン&建築専門学校（まちだデザインアンドけんちくせんもんがっこう）は、東京都町田市森野にある私立専修学校。

## 沿革
- 1978年9月 - 多摩造形学園を創立。
- 1981年4月 - 多摩造形専門学校 建築科（現建築デザイン科）・デザイン科を設置認可。
- 1983年4月 - 町田・デザイン専門学校に改称。
- 1984年10月 - 現2号館が竣工。
- 1992年3月 - 本館（現1号館）が竣工。
- 1996年4月 - デザイン科を廃止し、ビジュアルデザイン科・生活デザイン科を新設。
- 2005年12月 - 学校法人東京町田学園に設置者変更。収容定員900名に学則変更。
- 2007年4月 - コミック科・ビューティデザイン科を新設。
- 2014年8月 - 新3号館が竣工。
- 2015年4月 - 通信教育課程（二級建築士受験科・建築デザイン科）を新設。
- 2022年4月 - 校名を町田デザイン＆建築専門学校に改称

## 学科
通学課程
- 建築デザイン科（2年制）
- インテリアデザイン科（2年制）
- 雑貨・プロダクトデザイン科（2年制）
- グラフィックデザイン科（3年制）
- イラストレーション科（2年制）
- Web・CGアニメーション科（3年制）
- まんが科（2年制）
- コミック・イラスト科（2年制）

通信教育課程
- 二級建築士受験科（2年制）
- 一級建築士受験科（3年制）

## 出身者
- 安部真弘（漫画家）
- 宇野智哉（漫画家）
- KAITO (漫画家)
- 須河篤志（漫画家）
- 立川志の八 （落語家）
- デンシレンジ小林（お笑い芸人）
- 中島和広（お笑い芸人）
- 丸智之（漫画家）

## 施設

### キャンパス
- 1号館（本部）
  - 住所：東京都町田市森野一丁目26-8
  - アクセス：小田急電鉄 小田原線 町田駅より徒歩3分、JR横浜線 町田駅より徒歩7分
- 2号館
  - 住所：東京都町田市森野一丁目9-17
  - アクセス：小田急電鉄 小田原線 町田駅より徒歩3分、JR横浜線 町田駅より徒歩7分
- 新3号館・5号館
  - 住所：東京都町田市森野一丁目27-18
  - アクセス：小田急電鉄 小田原線 町田駅より徒歩3分、JR横浜線 町田駅より徒歩7分